# Honest, Decent and True
Honest, Decent and True est un téléfilm britannique écrit et réalisé par Les Blair en 1986 et diffusé sur la BBC. 

## Distribution
- Derrick O'Connor : Mike Selby
- Adrian Edmondson : Alun Pickersgill
- Juliette Mole : Davina Fraser
- Gary Oldman : Derek Bates
- Richard E. Grant : Moonee Livingstone
- Rupert Baker : Scott Golding
- Yvonne French : Patsy
- Arabella Weir : Prish Holf
- Tony Portacio : Graham Lance